# 元型

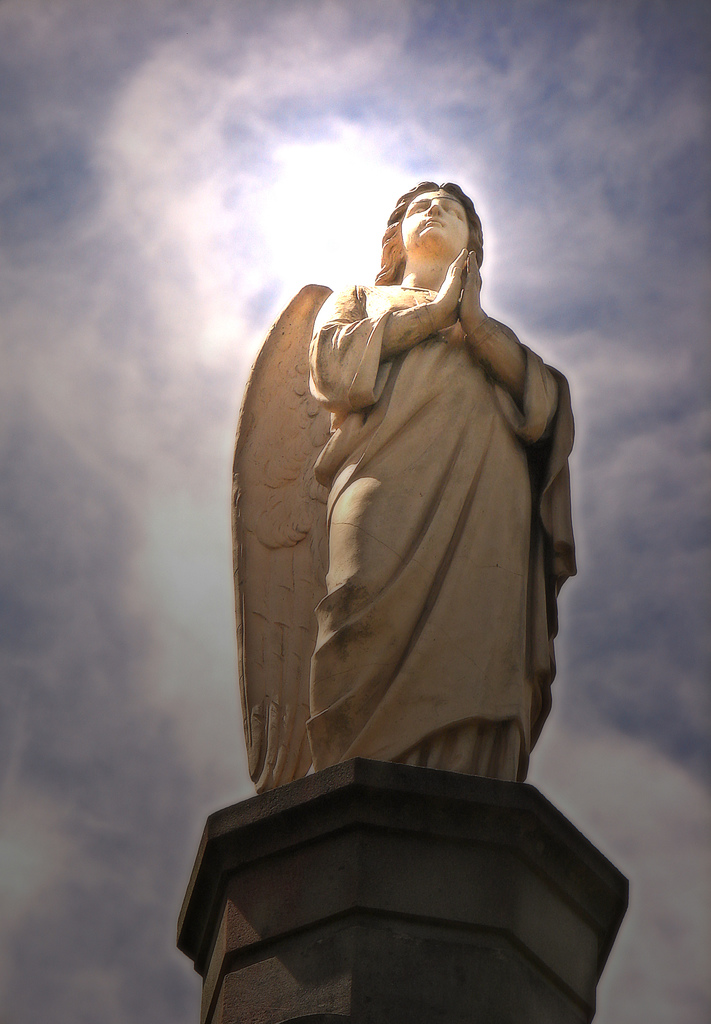
元型的象徴としての天使

元型（げんけい、ドイツ語: ArchetypまたはArchetypus、英語: archetype、アーキタイプ）は、カール・グスタフ・ユングが提唱した分析心理学（ユング心理学）における概念で、夜見る夢のイメージや象徴を生み出す源となる存在とされている。集合的無意識のなかで仮定される、無意識における力動の作用点であり、意識と自我に対し心的エネルギーを介して作用する。元型としては、通常、その「作用像（イメージ等）」が説明のため使用される。

## 語源
元型（原型とも書かれることがある）は、ドイツ語 Archetyp （または、Archetypus ）の訳語。この単語は合成語で、「arche-」はギリシア語 「 αρχη （アルケー）」で「始め・原初・原理・根源」などの意味を持ち、他方、「-typ」は、同じくギリシア語の τυπος から来ていて、「刻印」のような原義があり、ここから「類型」という意味が出てくる。
元型の像が神話的で、人類の太古の歴史や種族の記憶に遡るように考えられるので、ユングはこの言葉を、集合的無意識に存在する力動作用を表現するのに採用した（ユングの造語ではない）。この意味を汲んで、「古態型」という訳語も造られたが、現在は元型がほぼ定訳となっている。

## 概説
元型を、「像」という言葉で説明するのは、元型そのものは力動作用として心に現れるのであり、意識は、作用の結果生じる心の変化を認識できるだけで、元型そのものは意識できない為である。元型が心に作用すると、しばしばパターン化された「イメージ」または「像」が認識される。
例えば、男性の心に「アニマ」の元型が作用する場合、その男性は夢に美しく魅力的な「乙女」の姿を見たり、魅惑されたりする。あるいは、これまでは、まったく意識していなかった、少女とか女性の写真や絵画、ときに実在の女性に、急に、引き寄せられ、魅惑されるなどが起こる。このように、「アニマ」の元型が作用すると、少女や乙女や女性の像・イメージが、男性の心のなかで大きな意味を持って来る。そこで、このような少女や女性の「イメージ・像」を、「アニマの像」と呼び、説明のために、このような像・イメージをユング心理学では「元型の像」として示す。
このような「元型の像」は、人物の像に限らない。「老賢者」の元型のイメージは、先の尖った峻厳とした高峰や、空を羽搏き飛ぶ大鷲のイメージで出てくることがあり、他方、「太母（グレートマザー）」の元型のイメージは、地面に開いた、底知れぬ割れ目や谷、あるいは奥深く巨大な洞窟のイメージなどであることがある。

## 元型の種類
ユングの理論において、中心的な意味と働きを持つ元型は、意識の中心としての自我（Ego）の元型と、心（魂）全体の中心として仮定される自己（Selbst）の元型である。自我が元型であるということは一般に知られていないが、ユング心理学では、意識のなかに存在する唯一の元型が自我である。
自己元型は自我に作用するが、その作用は、意識において様々に解釈され、また典型的な類型としての作用として意識される。このような類型としての集合的無意識からの作用点が、諸元型であり、ユングは次のような元型を代表的に提唱した。

### 代表的な元型
- 自我（エゴ）－ 意識の中心であり、個人の意識的行動や認識の主体である。意識のなかの唯一の元型。
- 影（シャッテン）－ 意識に比較的に近い層で作用し、自我を補完する作用を持つ元型。肯定的な影と否定的な影があり、否定的な場合は、自我が受け入れたくないような側面を代表することがある。
- アニムスとアニマ － アニムスは、女性の心のなかにある理性的要素の元型で、選択的特徴を持ち、男性のイメージでしばしば認識される。他方、アニマは、男性の心のなかにある生命的要素の元型で、受容的特徴を持ち、女性のイメージでしばしば認識される。ラテン語では、同じ語幹から派生した名詞の男性形と女性形、つまり、animus と anima が、前者は「理性としての魂」、後者は「生命としての魂」の意味があり、この区別を巧みに利用して、ユングはこの二つの元型の名称を決めた。（アニマとアニムスは総称して、「シュツギー」とも言われる）。
- 太母と老賢者 － 太母は、自己元型の主要な半面で、すべてを受容し包容する大地の母としての生命的原理を表し、他方、老賢者は太母と対比的で、同様に自己元型の主要な半面で、理性的な智慧の原理を表す。
- 自己（ゼルプスト）－ 心全体の中心であり、心の発達や変容作用の根源的な原点となる元型。宗教的には「神の刻印」とも見做される。

### その他の元型
これら以外にも、神話的な元型が多数ある。
- ペルソナ
- 子供
- 永遠の少年と永遠の少女
- 英雄
- トリックスター

### 自我インフレーション
集合的無意識の作用点である元型は、膨大な心的エネルギーを備えることがあり、元型の作用があまりに強く、自我が十分に自分自身を意識して確立していない場合、自我は、元型の作用像を自分自身の像と混同し、元型の像に同一化することがある。
例えば、英雄の元型に自我が同一化するとき、自我が自分をどのような役割と考えているかによって、自分自身の認知像の形にヴァリエーションがあるが、いずれにしても、自分が非常に大きな力・権力を持ち、偉大な存在であると錯覚する事態が生じる。これを自我インフレーションと言うが、集合的無意識は、ある場合には、無限のエネルギーを持っているように見えることがあり、その結果、自我のインフレーションは極端化し、自分こそは、世界を変革する英雄であり、偉大な指導者であるなどの妄想的な錯覚が生じることがある。